# 本保和也
本保 和也（ほんぽ かずや、1972年4月26日 - ）は、テレビ愛知の報道記者、ディレクター、元アナウンサーである。神奈川県横須賀市出身。血液型O型。

## 来歴
早稲田大学商学部卒業後、テレビ愛知に入社。アナウンス部在籍当時はいくつかの自社製作番組を担当していたが、後に別の部署へ異動した。詳細は不明だが、2003年まではテレビ愛知公式サイト内の「週刊アナ」にその名が掲載されていた。
その後はテレビ愛知の報道記者を務めており、『3時のつボッ!』や『NEWS FINE』テレビ愛知ローカルパートで放送される取材VTRに報道記者として出演することがあった。また、『3時のつボッ!』放送当時は同番組のディレクターも兼任していた。

## アナウンサー時代の担当番組
- TVAニュースフラッシュ
- けいりん展望
- あいち発（ナレーター）
- BANG! （ナレーター）
- 井出洋介に挑戦 実戦!格闘麻雀
- I LOVE A
- PA-VU
- Solution Talk 〜とっぷネット東海〜（ナレーター）
- みっちゃく☆（リポーター）